# Сандсборг (станція метро)
59°17′06″ пн. ш. 18°05′32″ сх. д. / 59.285° пн. ш. 18.092222° сх. д.
«Сандсборг» (швед. Sandsborg) — станція Зеленої лінії Стокгольмського метрополітену, обслуговується потягами маршруту Т18.
Станція була відкрита 1 жовтня 1950, у складі черги Слюссен — Гекараньєн.  

Відстань від станції Слюссен 4.4 км.
Пасажирообіг станції в будень —	3,700 осіб (2019)

Розташування: Гамла-Еншеде, Седерорт, Стокгольм
Конструкція: відкрита наземна станція з однією прямою острівною платформою

## Операції
| Попередня станція | Лінія | Лінія     | Лінія | Наступна станція                     |
| ----------------- | ----- | --------- | ----- | ------------------------------------ |
| Блосут до Альвік  |       | Лінія T18 |       | Скугсщирчиркогорден до Фарста-странд |